# 金田一温泉駅
金田一温泉駅（きんたいちおんせんえき）は、岩手県二戸市金田一字水梨にある、IGRいわて銀河鉄道いわて銀河鉄道線の駅である。
盛岡方面からは当駅までがIGRいわて銀河鉄道の管轄であり、北隣の目時駅より青森方面は青い森鉄道管轄となる（乗務員・車両は通し運用）。
日本国有鉄道（国鉄）・東日本旅客鉄道（JR東日本）時代は特急「はつかり」の一部（末期は1往復）が停車していた。

## 歴史
- 1909年（明治42年）
  - 10月18日：鉄道院の金田一駅（きんたいちえき）として開業（運転業務のみ取扱い）[2]。
  - 11月25日：旅客・貨物扱い開始[2]。
- 1969年（昭和44年）12月16日：駅舎改築落成式挙行[3]。
- 1973年（昭和48年）1月1日：貨物扱い廃止[4]。
- 1982年（昭和57年）：金田一商工会（現在は二戸商工会に統合）「金田一駅前簡易委託業務管理委員会」設立。
- 1983年（昭和58年）2月1日：荷物扱い廃止[2][5]。駅員無配置駅となり[6]、簡易委託化（金田一商工会が業務を受託）[7]。金田一駅長が廃止され、北福岡駅長（のち二戸駅長）管理下となる。
- 1987年（昭和62年）
  - 2月1日：金田一温泉駅に改称[1]。
  - 4月1日：国鉄分割民営化に伴い、東日本旅客鉄道（JR東日本）の駅となる[2]。
- 1992年（平成4年）7月：簡易委託の受託者が「金田一商工会」から二戸市のタクシー会社「玉川タクシー（現・玉川観光タクシー）」に変更[7]。
- 1993年（平成5年）4月1日：簡易委託の受託者が「玉川タクシー」から「二戸市農協（現・JA新いわて）」に変更[7]。
- 1998年（平成10年）4月：駅前に屋根付き駐輪場が設置される[8]。
- 2002年（平成14年）
  - 9月1日：いわて銀河鉄道への移管準備のため簡易委託を解除。
  - 12月1日：東北新幹線八戸延伸にともない、JR東日本から分離されたIGRいわて銀河鉄道へ移管[9]。特急「はつかり」の停車がなくなる。委託再開（委託先:金田一温泉駅協議会）。

## 駅構造
単式ホーム1面1線と島式ホーム1面2線、合計2面3線のホームを持つ地上駅である。互いのホームは跨線橋で連絡している。
二戸駅管理の簡易委託駅。硬券の乗車券の他、補充券、入場券を発売している。JR時代の鉄筋コンクリート平屋建て駅舎が現在でも使用されているがJRからIGRへ移管する際、窓口の改造工事を行い現在の窓口を設置した。
駅舎には出札窓口がある。JR時代には北いわて農業協同組合（現・JA新いわて）のATMがあったが、2001年頃に撤去された。
2010年12月4日から2011年7月31日まで、6時半に当駅始発の北上行き（東北本線直通）列車が設定されていた（2010年12月3日までは八戸発であったが、八戸駅 → 当駅間を回送し当駅始発に見直し）が、翌8月1日から運行区間がいわて沼宮内発に見直され、その代替として6時25分に当駅始発の盛岡行き臨時列車が設定された。なお、当駅 → 御堂間から盛岡以南の区間を利用する場合は、いわて沼宮内駅で｢向いの(番線に停車中の)列車に乗り換える様に｣と案内している。その後、この列車は定期化された。

### のりば
| 番線 | 路線              | 方向                     | 行先                     |
| ---- | ----------------- | ------------------------ | ------------------------ |
| 1    | ■いわて銀河鉄道線 | 上り                     | 盛岡方面                 |
| 2    | ■いわて銀河鉄道線 | （上下ともに一部の列車） | （上下ともに一部の列車） |
| 3    | ■いわて銀河鉄道線 | 下り                     | 八戸方面                 |

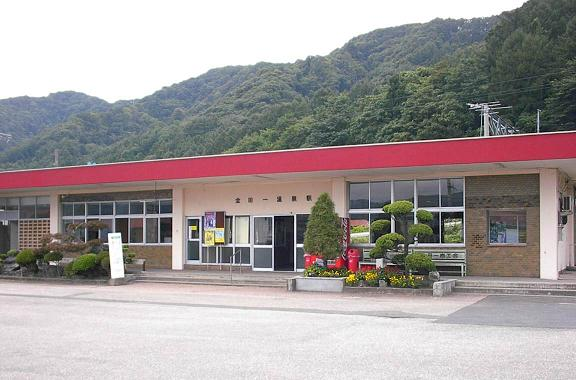
JR時代の駅舎（2002年9月）
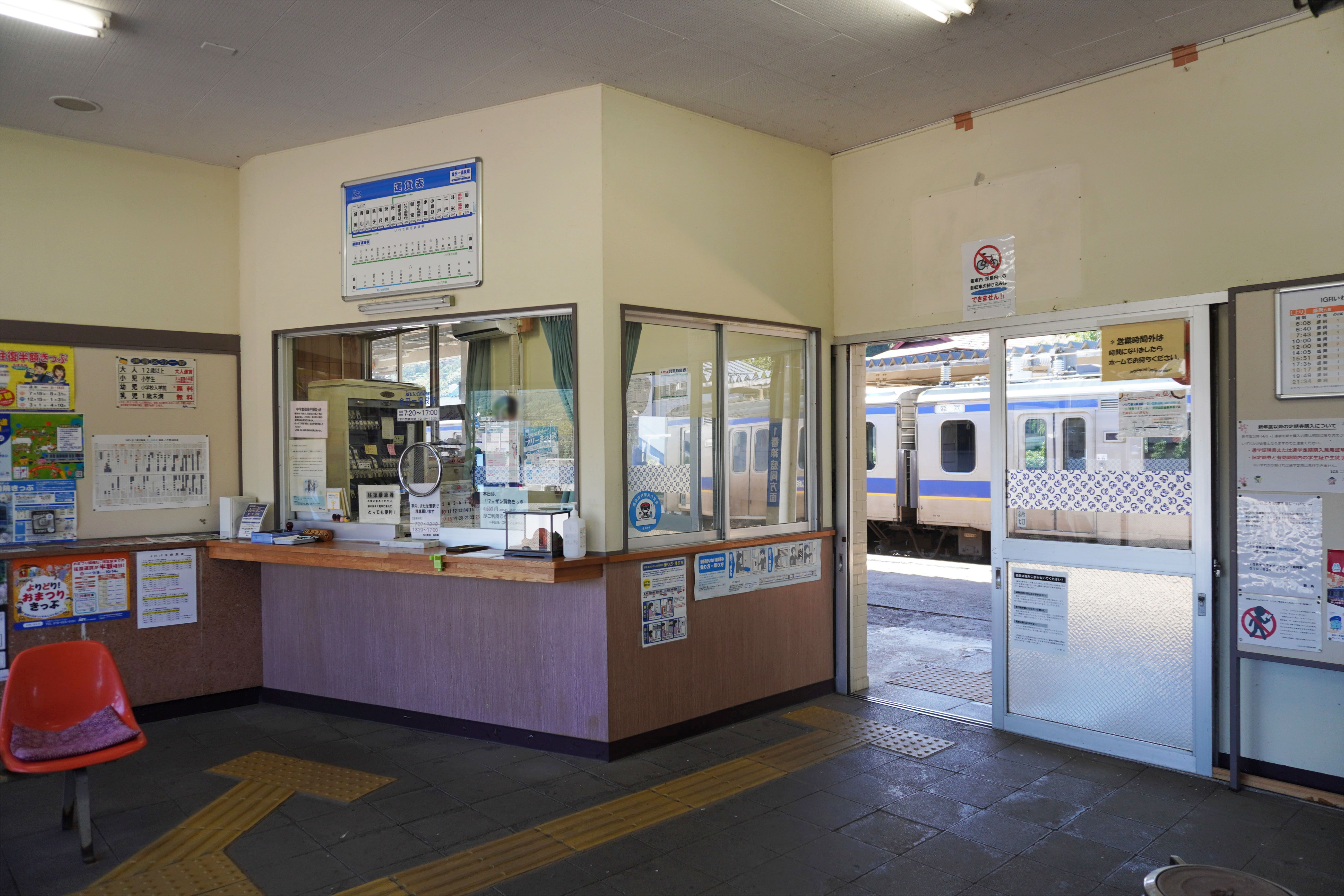
改札口（2023年9月）
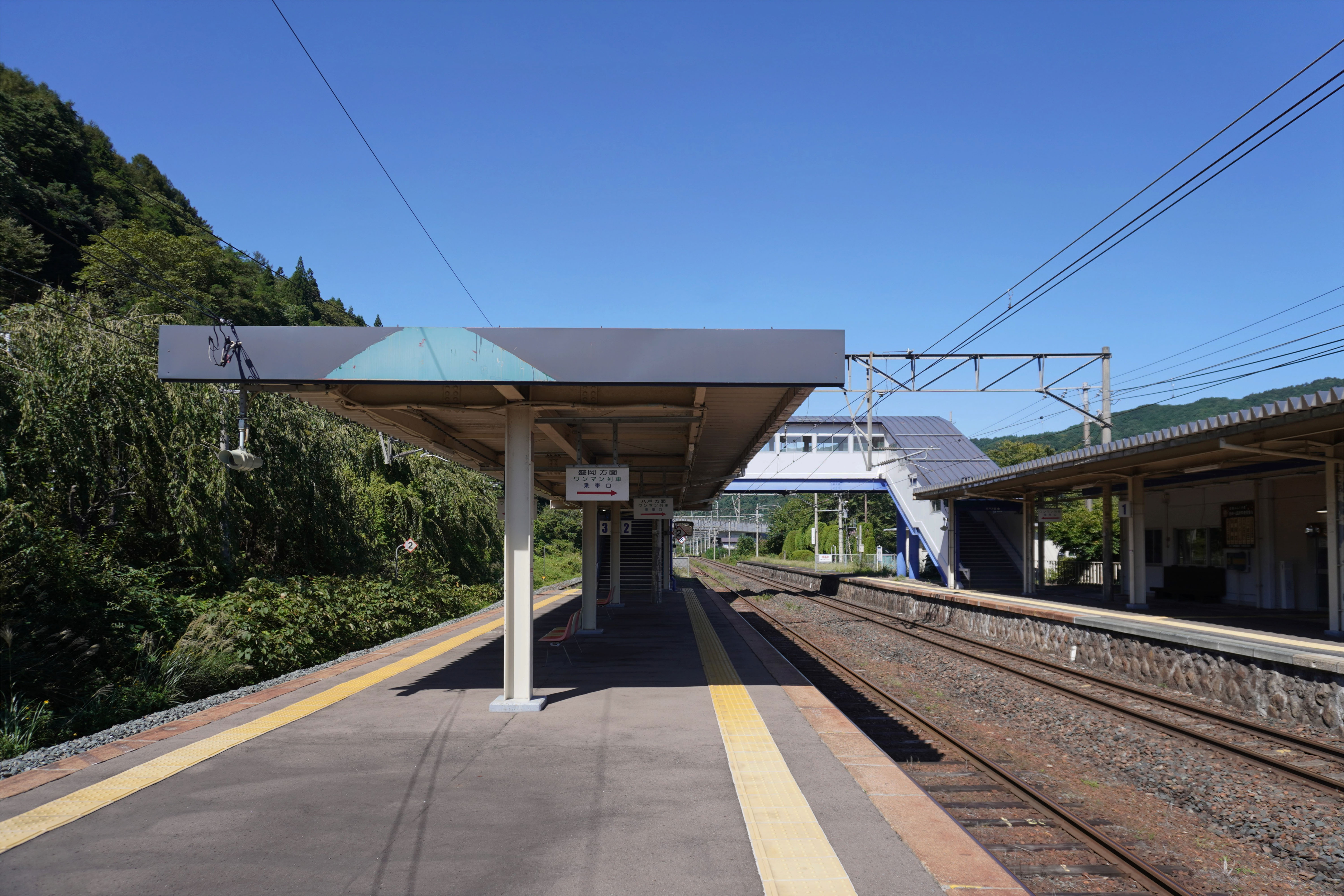
ホーム（2023年9月）

## 利用状況
IGRいわて銀河鉄道によると、2024年度（令和6年度）の1日平均乗降人員は188人である。
2000年度（平成12年度）以降の推移は以下のとおりである。なお、2000年度（平成12年度）- 2002年度（平成14年度）において、JR東日本が算出した数値は乗車人員のものとなっている。
| 乗車人員・乗降人員推移  | 乗車人員・乗降人員推移 | 乗車人員・乗降人員推移 | 乗車人員・乗降人員推移 | 乗車人員・乗降人員推移 | 乗車人員・乗降人員推移 | 乗車人員・乗降人員推移 | 乗車人員・乗降人員推移 |
| 年度                    | 1日平均 乗車人員       | 1日平均乗降人員        | 1日平均乗降人員        | 1日平均乗降人員        | 1日平均乗降人員        | 1日平均乗降人員        | 出典                   |
| 年度                    | 1日平均 乗車人員       | 定期                   | 定期                   | 定期                   | 定期外                 | 合計                   | 出典                   |
| 年度                    | 1日平均 乗車人員       | 通勤                   | 通学                   | 合計                   | 定期外                 | 合計                   | 出典                   |
| ----------------------- | ---------------------- | ---------------------- | ---------------------- | ---------------------- | ---------------------- | ---------------------- | ---------------------- |
| 2000年（平成12年）      | 119                    |                        |                        |                        |                        |                        | [ JR 1 ]               |
| 2001年（平成13年）      | 113                    |                        |                        |                        |                        |                        | [ JR 2 ]               |
| 2002年（平成14年）(JR)  | 124                    |                        |                        |                        |                        |                        | [ JR 3 ]               |
| 2002年（平成14年）(IGR) |                        | 16                     | 90                     | 106                    | 118                    | 224                    | [ IGR 2 ]              |
| 2003年（平成15年）      |                        | 11                     | 101                    | 112                    | 87                     | 199                    | [ IGR 3 ]              |
| 2004年（平成16年）      |                        | 12                     | 89                     | 101                    | 77                     | 178                    | [ IGR 4 ]              |
| 2005年（平成17年）      |                        | 9                      | 87                     | 96                     | 76                     | 172                    | [ IGR 5 ]              |
| 2006年（平成18年）      |                        | 12                     | 84                     | 96                     | 76                     | 172                    | [ IGR 6 ]              |
| 2007年（平成19年）      |                        | 14                     | 102                    | 116                    | 77                     | 193                    | [ IGR 7 ]              |
| 2008年（平成20年）      |                        | 5                      | 97                     | 102                    | 79                     | 181                    | [ IGR 8 ]              |
| 2009年（平成21年）      |                        | 7                      | 104                    | 111                    | 80                     | 191                    | [ IGR 9 ]              |
| 2010年（平成22年）      |                        | 10                     | 98                     | 108                    | 69                     | 177                    | [ IGR 10 ]             |
| 2011年（平成23年）      |                        | 19                     | 88                     | 107                    | 58                     | 165                    | [ IGR 11 ]             |
| 2012年（平成24年）      |                        | 20                     | 97                     | 117                    | 56                     | 173                    | [ IGR 12 ]             |
| 2013年（平成25年）      |                        | 22                     | 116                    | 138                    | 56                     | 194                    | [ IGR 13 ]             |
| 2014年（平成26年）      |                        | 27                     | 130                    | 157                    | 54                     | 211                    | [ IGR 14 ]             |
| 2015年（平成27年）      |                        | 18                     | 117                    | 135                    | 51                     | 186                    | [ IGR 15 ]             |
| 2016年（平成28年）      |                        | 20                     | 126                    | 146                    | 58                     | 204                    | [ IGR 16 ]             |
| 2017年（平成29年）      |                        | 22                     | 131                    | 153                    | 54                     | 207                    | [ IGR 17 ]             |
| 2018年（平成30年）      |                        | 23                     | 119                    | 142                    | 58                     | 200                    | [ IGR 18 ]             |
| 2019年（令和元年）      |                        | 30                     | 123                    | 153                    | 52                     | 205                    | [ IGR 19 ]             |
| 2020年（令和02年）      |                        | 29                     | 127                    | 156                    | 37                     | 193                    | [ IGR 20 ]             |
| 2021年（令和03年）      |                        | 27                     | 122                    | 149                    | 36                     | 185                    | [ IGR 21 ]             |
| 2022年（令和04年）      |                        | 27                     | 108                    | 136                    | 41                     | 176                    | [ IGR 22 ]             |
| 2023年（令和05年）      |                        | 26                     | 96                     | 122                    | 46                     | 168                    | [ IGR 23 ]             |
| 2024年（令和06年）      |                        | 24                     | 116                    | 140                    | 48                     | 188                    | [ IGR 1 ]              |

## 駅周辺
- 二戸市立金田一コミュニティセンター「アツマランカ」（館内に二戸市役所金田一出張所が置かれている）
- 岩手県立県北青少年の家
- 岩手県立二戸病院
- 創価学会二戸文化会館
- 金田一郵便局
- 岩手銀行金田一支店
- 金田一温泉（JRバスで約5分）
- 二戸市立金田一小学校
- 二戸市立金田一中学校
- 二戸市立金田一保育所
- 二戸市商工会

## バス路線
駅前ロータリー
- JRバス東北
  - 軽米線
    - 金田一温泉・軽米方面
    - 二戸駅方面
- 二戸市コミュニティバス[11]
  - 秋葉 - 落合線（平日のみ運行）
  - 野々上線（月曜・金曜運行）
  - 落合線（火曜のみ運行）
  - 釜沢線（木曜のみ運行）

## その他
- 作家の内田百閒が、「東北本線阿房列車」で1951年（昭和26年）に金田一駅に停車した列車から見たことを書いている[12]。ホーム上の二つの駅名標は「きんたいち」だが、改札の上に新しく取り付けたような額には「きんだいち」(共にローマ字も同様)と表記が異なっていた。なお隣の目時駅では隣駅は「きんたいち」となっていた。
- 駅前バスロータリー付近に、「パーク&ライド」利用者の為の駐車場が設置されている。ただし、利用時は駅窓口まで申し込みが必要。

## 隣の駅
IGRいわて銀河鉄道
■いわて銀河鉄道線
斗米駅 - 金田一温泉駅 - 目時駅

### 記事本文
1. 1 2  『鉄道ジャーナル』第21巻第5号、鉄道ジャーナル社、1987年4月、103頁。
2. 1 2 3 4 5  石野哲 編『停車場変遷大事典 国鉄・JR編 Ⅱ』（初版）JTB、1998年10月1日、415-416頁。ISBN 978-4-533-02980-6。
3. ↑  「金田一駅が完成」『読売新聞』1969年12月18日、東北版。
4. ↑  「日本国有鉄道告示第361号」『官報』1972年12月25日
5. ↑  「日本国有鉄道公示第195号」『官報』1983年1月31日。
6. ↑  「通報 ●東北本線有壁ほか8駅の駅員無配置について（旅客局）」『鉄道公報』日本国有鉄道総裁室文書課、1983年1月31日、2面。
7. 1 2 3  「「無人化」免れる 金田一温泉駅 民間委託の業務息切れ 農協が引き継ぐ」『岩手日報』岩手日報社、1993年4月2日、朝刊、11面。
8. ↑  「高校生待望の駐輪場 二戸の金田一温泉駅前 住民の運動で完成」『岩手日報』岩手日報社、1998年4月11日、朝刊、21面。
9. ↑  「JR年表」『JR気動車客車編成表 '03年版』ジェー・アール・アール、2003年7月1日、186頁。ISBN 4-88283-124-4。
10. 1 2  “金田一温泉駅”.   IGRいわて銀河鉄道. 2021年4月11日閲覧。
11. ↑  運行時刻などは次述の二戸市ホームページを参照。二戸市コミュニティバス時刻表 (PDF)
12. ↑  内田百閒『第一阿房列車』新潮社（新潮文庫）2003年、237-238頁。ISBN 978-4-10-135633-4。（2018年発行の16刷を参照）

### 利用状況

#### JR東日本
1. ↑  「JR東日本：各駅の乗車人員（2000年度）」東日本旅客鉄道。2025年7月5日閲覧。
2. ↑  「JR東日本：各駅の乗車人員（2001年度）」東日本旅客鉄道。2025年7月5日閲覧。
3. ↑  「JR東日本：各駅の乗車人員（2002年度）」東日本旅客鉄道。2025年7月5日閲覧。

#### IGRいわて銀河鉄道
1. 1 2  「2024年度 駅別乗降人員（1日平均） (PDF)」IGRいわて銀河鉄道。2025年7月5日閲覧。
2. ↑  「平成14年度 駅別乗降人員（一日平均） (PDF)」IGRいわて銀河鉄道。2025年7月5日閲覧。
3. ↑  「平成15年度 駅別乗降人員（一日平均） (PDF)」IGRいわて銀河鉄道。2025年7月5日閲覧。
4. ↑  「平成16年度 駅別乗降人員（一日平均） (PDF)」IGRいわて銀河鉄道。2025年7月5日閲覧。
5. ↑  「平成17年度 駅別乗降人員（1日平均） (PDF)」IGRいわて銀河鉄道。2025年7月5日閲覧。
6. ↑  「平成18年度 駅別乗降人員（1日平均） (PDF)」IGRいわて銀河鉄道。2025年7月5日閲覧。
7. ↑  「平成19年度 駅別乗降人員（1日平均） (PDF)」IGRいわて銀河鉄道。2025年7月5日閲覧。
8. ↑  「平成20年度駅別乗降人員（1日平均） (PDF)」IGRいわて銀河鉄道。2025年7月5日閲覧。
9. ↑  「平成21年度駅別乗降人員（1日平均） (PDF)」IGRいわて銀河鉄道。2025年7月5日閲覧。
10. ↑  「平成22年度 駅別乗降人員（1日平均） (PDF)」IGRいわて銀河鉄道。2025年7月5日閲覧。
11. ↑  「平成23年度 駅別乗降人員（1日平均） (PDF)」IGRいわて銀河鉄道。2025年7月5日閲覧。
12. ↑  「平成24年度 駅別乗降人員（1日平均） (PDF)」IGRいわて銀河鉄道。2025年7月5日閲覧。
13. ↑  「平成25年度 駅別乗降人員（1日平均） (PDF)」IGRいわて銀河鉄道。2025年7月5日閲覧。
14. ↑  「平成26年度 駅別乗降人員（1日平均） (PDF)」IGRいわて銀河鉄道。2025年7月5日閲覧。
15. ↑  「平成27年度 駅別乗降人員（1日平均） (PDF)」IGRいわて銀河鉄道。2025年7月5日閲覧。
16. ↑  「平成28年度 駅別乗降人員（1日平均） (PDF)」IGRいわて銀河鉄道。2025年7月5日閲覧。
17. ↑  「平成29年度 駅別乗降人員（1日平均） (PDF)」IGRいわて銀河鉄道。2025年7月5日閲覧。
18. ↑  「平成30年度駅別乗降人員（1日平均） (PDF)」IGRいわて銀河鉄道。2025年7月5日閲覧。
19. ↑  「令和元年度駅別乗降人員（1日平均） (PDF)」IGRいわて銀河鉄道。2025年7月5日閲覧。
20. ↑  「2020年度 駅別乗降人員（1日平均） (PDF)」IGRいわて銀河鉄道。2025年7月5日閲覧。
21. ↑  「2021年度 駅別乗降人員（1日平均） (PDF)」IGRいわて銀河鉄道。2025年7月5日閲覧。
22. ↑  「2022年度 駅別乗降人員（1日平均） (PDF)」IGRいわて銀河鉄道。2025年7月5日閲覧。
23. ↑  「2023年度 駅別乗降人員（1日平均） (PDF)」IGRいわて銀河鉄道。2025年7月5日閲覧。